# فیل‌های پرنده
فیل‌های پرنده (انگلیسی: Flying Elephants) فیلمی در ژانر کمدی و زوج هنری به کارگردانی فرانک باتلر است که در سال ۱۹۲۸ منتشر شد.

## بازیگران
- استن لورل
- اولیور هاردی
- جیمز فینلیسون
- دورتی کابرن
- تاینی سندفورد
- ادنا ماریون
- لیئو ویلیس
- وایولا ریچارد
- فِـی لَـنفیر